# 克拉克福克河
克拉克福克河（英語：Clark Fork）是流经美国蒙大拿州与爱达荷州的一条河流，长约500千米。

## 延伸阅读
- Sullivan, Gordon. . Woodstock, VT: The Countryman Press. 2008. ISBN 978-0-88150-679-2.